# Hidrogenación (aceites)

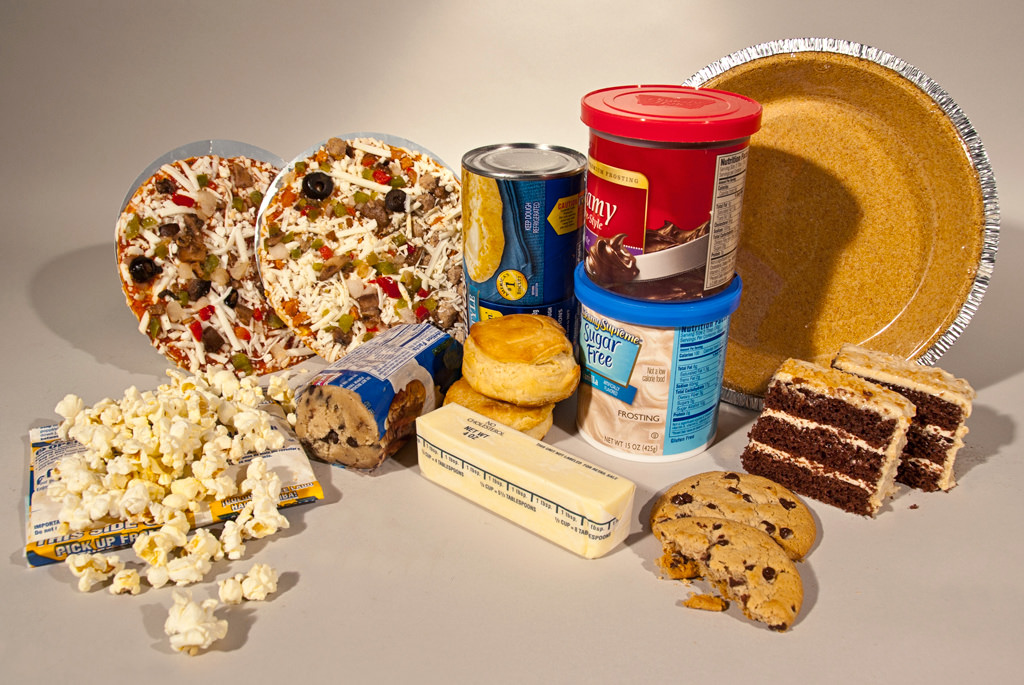
Diversos alimentos procesados -incluidos los congelados, enlatados y horneados que se muestran- contienen grasas trans. La cantidad por ración figura en la etiqueta de información nutricional. La inclusión de aceite parcialmente hidrogenado en la lista de ingredientes es otro indicio de la presencia de grasas trans.

En la industria de los aceites vegetales, la hidrogenación es un proceso químico mediante el cual los aceites se transforman en grasas sólidas mediante la adición de hidrógeno a altas presiones y temperaturas, y en presencia de un catalizador. Desde principios del siglo XX, y aún en la actualidad, es el método más utilizado para aumentar el punto de fusión a grasas alimentarias.

## Valor nutricional de los aceites saturados
Existe evidencia científica que consumir de forma excesiva alimentos que lleven grasas parcial o totalmente hidrogenadas se relaciona con un aumento de la tasas de colesterol y triglicéridos plasmáticos, lo que contribuye en parte a la aparición y desarrollo de enfermedades vasculares, como la hipercolesterolemia, la hipertrigliceridemia y la arteriosclerosis. Esta relación se cumple dependiendo del origen del aceite a hidrogenar. Ciertos aceites de origen animal (carnes rojas, sus derivados (tales como patés y tocinos) y los lácteos enteros y algunos de origen vegetal (como los de coco y los de palma) contribuyen a la aparición de elevados índices de colesterol que no se puede eliminar del proceso de refinación. Cabe recordar que solo aquellos aceites vegetales que hayan sido hidrogenados favorecen un aumento de los niveles de colesterol, el resto de los aceites de este origen no produce dicho incremento.
Esto hace que sea especialmente importante que personas con niveles elevados de colesterol o triglicéridos en sangre, o que sufran cualquier tipo de enfermedad cardiovascular, eviten el consumo de alimentos que contengan este tipo de grasas. Y como medida preventiva, es recomendable que la población general sana limite la presencia de estos productos en su dieta habitual, o que elija entre varios productos, aquellos con menor porcentaje de grasa hidrogenada. Hay que tener en cuenta que esos alimentos (entre ellos la carne roja) aporta una serie de beneficios al organismo pero si se comen en exceso producen colesterol (con sus consecuentes problemas cardiovasculares) y cáncer, por ello hay que mantenerlos en la dieta pero limitar su ingesta.
Una manera de controlar el colesterol es el consumo de alimentos que contengan Grasas insaturadas, pues contribuyen a disminuir el colesterol malo en el organismo.
Esta grasa es propia de la mayoría de los aceites vegetales, de algunos frutos secos (tales como las almendras, las avellanas y las nueces), de las aceitunas, de los aguacates y de los pescados azules (sardinas, atunes, ec.).

## Reacción
Se trata de una reacción química de adición o saturación controlada mediante hidrogenación. El hidrógeno, gracias a la acción de un catalizador, satura los enlaces insaturados del aceite, aumentando de esta forma su punto de fusión. La reacción tiene lugar a velocidades apreciables a partir de los 110 °C aproximadamente. La presión total, la concentración y la mayor cantidad de catalizador ayudan a que la velocidad de reacción sea alta. El control de ácidos grasos saturados se monitorea mediante cromatografía sólido/gas y la medición del Índice de Yodo. 
El mecanismo de reacción implica varias etapas. El hidrógeno gas disuelto en el aceite, es absorbido en el catalizador metálico (níquel, platino, paladio...), separándose en los dos átomos que conforman la molécula. Estos átomos reaccionan con los enlaces dobles del aceite, adicionándose a las insaturaciones y produciendo un compuesto intermedio, en el cual el enlace doble puede rotar sobre sí mismo. El compuesto intermedio es inestable y rápidamente capta un segundo átomo de hidrógeno, por lo que el enlace insaturado se satura, o cede de nuevo el átomo, produciéndose a veces la isomerización de los enlaces cis, que es la configuración de los dobles enlaces en las grasas naturales, a trans.
La reacción de hidrogenación es fuertemente exotérmica, la hidrogenación y la temperatura van asociados con el grado de saturación y los reactores cuentan con un sistema de refrigeración por agua circulante.

## Proceso industrial
Aunque existen varias formas de hidrogenar, para la hidrogenación industrial existe el proceso Kraft (patentado) y el proceso Lurgi (patentado).
La hidrogenación de aceites en la industria alimentaria tiene los siguientes objetivos:
- Aumentar el punto de fusión del producto final, transformando aceites en grasas.
- Aumentar la estabilidad oxidativa del producto final, eliminando los ácidos linoléico y linolénico, principales responsables del deterioro del producto por oxidación.

Existen dos tipos de hidrogenación, la completa y la parcial.
- En la hidrogenación parcial, la reacción se corta al alcanzar la curva de sólidos deseada. El índice de yodo (IV) final es variable según la aplicación, pero suele estar entre 50 y 100. El producto final contiene usualmente grandes cantidades de ácidos grasos trans.
- En la hidrogenación completa, el objetivo final es la saturación de todas las moléculas de aceite, por lo que la reacción se alarga hasta conseguir ese objetivo. El producto resultante es una grasa con un índice de yodo (IV) cercano a 0 y un punto de fusión muy elevado. Por sí misma, esta grasa no es adecuada para el consumo (es demasiado sólida y desagradable), pero puede combinarse con otros procesos, como la interesterificación para lograr una curva de sólidos adecuada para su consumo. La grasa totalmente hidrogenada está formada únicamente por ácidos grasos saturados .

### Temperatura
La reacción se puede llevar a cabo a partir de 110 °C. La exotermicidad de la reacción hace aumentar la temperatura del aceite, que no debe superar en ningún caso los 210 °C, puesto que a partir de esas temperaturas se forman compuestos nocivos e indeseables, cómo hidrocarburos aromáticos policíclicos. Es por ello que se debe refrigerar el aceite, siendo este el factor limitante de la velocidad de reacción, que debe mantenerse en unas 2 unidades de IV por minuto.

### Presión
El aumento de la presión hace subir la velocidad de reacción. Se trabaja a las presiones más altas que sean viables económicamente, usualmente en torno a 5 bar.

### Catalizador
Normalmente se utiliza níquel soportado en una base de sílice. Es un catalizador poroso, el cual se adquiere recubierto en grasa para su protección. El catalizador suele tener un 20% en peso de Ni, utilizándose una dosificación en torno al 0,1% en peso.

## Equipamiento
La reacción de hidrogenación se lleva a cabo en autoclaves a presión y agitados. Normalmente se usan procesos por cargas (lotes) en lugar de procesos continuos, puesto que eso beneficia la versatilidad de la instalación.
El hidrógeno puede provenir de una planta electroquímica del tipo Lurgi o bien por el método de la electrólisis de soluciones de hidróxido de potasio en trenes de batería, puesto que es necesaria alta pureza.
La instalación se completa con los filtros para retirar el catalizador usado, normalmente filtros de placas verticales o de tipo prensa.
En uso para animales se recupera por reacción química con ácido sulfúrico hasta 5 veces después de haberle quitado la grasa por calor. 